# I Need Your Love (singel Calvina Harrisa)
„I Need Your Love” – to utwór szkockiego producenta muzycznego i DJ-a Calvina Harrisa wraz z gościnnym udziałem Ellie Goulding. Wydany został 12 kwietnia 2013 roku przez wytwórnię płytową Columbia Records jako siódmy singel DJ-a z jego trzeciego albumu studyjnego, zatytułowanego 18 Months. Tekst utworu został napisany przez Ellie Goulding oraz Calvina Harrisa, który także zajął się jego produkcją. Do singla nakręcono także teledysk, a jego reżyserią zajął się Emil Nava.

## Pozycje na listach przebojów
| Kraj              | Lista (2013-14)         | Pozycja | Status             |
| ----------------- | ----------------------- | ------- | ------------------ |
| Australia         | Top 50 Singles          | 3       | 3× platynowa płyta |
| Austria           | Singles Top 75          | 3       | złota płyta        |
| Belgia (Flandria) | Ultratop 50             | 8       | —                  |
| Francja           | Top 200 Singles         | 10      | —                  |
| Hiszpania         | Singles Top 50          | 25      | —                  |
| Holandia          | Single Top 100          | 33      | —                  |
| Irlandia          | Top 50 Singles          | 6       | —                  |
| Kanada            | Canadian Hot 100        | 13      | —                  |
| Niemcy            | Top 100 Singles         | 13      | platynowa płyta    |
| Norwegia          | Top 20 Singles          | 13      | —                  |
| Nowa Zelandia     | Top 40 Singles          | 15      | —                  |
| Polska            | Airplay Top 20          | 4       | —                  |
| Stany Zjednoczone | Hot 100                 | 16      | platynowa płyta    |
| Szkocja           | Scottish Singles Top 40 | 3       | —                  |
| Szwajcaria        | Singles Top 75          | 6       | platynowa płyta    |
| Szwecja           | Top 60 Singles          | 3       | —                  |
| Wielka Brytania   | Singles Top 100         | 4       | złota płyta        |
| Włochy            | Top 20 Singles          | 18      | platynowa płyta    |